# Africallagma elongatum
Africallagma elongatum là một loài chuồn chuồn kim thuộc họ Coenagrionidae. Loài này có ở Angola, Kenya, Mozambique, Somalia, Nam Phi, Tanzania, Uganda, Zambia, Zimbabwe, có thể cả Burundi, có thể cả Ethiopia, và có thể cả Malawi. Môi trường sống tự nhiên của chúng là vùng núi ẩm nhiệt đới hoặc cận nhiệt đới, vùng cây bụi nhiệt đới hoặc cận nhiệt đới vùng đất cao, đồng cỏ nhiệt đới hoặc cận nhiệt đới vùng đất cao, sông ngòi, đầm nước, các con suối, và các vùng đất ngập nước.